# 桜井亜弓
桜井 亜弓（さくらい あゆみ 1974年4月20日 - ）は、日本の歌手、ミュージシャン、声優。東京都出身。所属事務所はサムライプロモーション。160センチメートル。スリーサイズは上から80-59-84。血液型O型
3歳の頃からモデルクラブに所属して芸能活動を開始。一時休止後、アイドルとして活躍したが、現在は歌手活動を中心にしている。

## 出演

### ライブ
- マンスリーライブ とどけ・愛
  - ほぼ月1回のペースで、四谷ライブインマジックを拠点にソロライブを行っていたが、2008年休止。（2008年4月時点で82回実施）

### 映画
- 麗霆゛子 レディース!!MAX (1996年）
- もう、ひとりじゃない (1998年） - 更級見雪役

### Vシネマ
- 校内写生'96 A FRAGILE HEART（1996年）
- ロンタイBABY（1997年）-お菊役

### テレビ

#### ドラマ
- 八代将軍吉宗 （1995年 NHK）
- TOKYO23区の女 （1996年 フジテレビ）
- 仮面天使ロゼッタ（1998年、テレビ東京）
- T・R・Y〜夢への階段〜（2005年、KBS京都、tvk、テレ玉）

#### その他
- 今田耕司のシブヤ系うらりんご （1995年 フジテレビ） - うらりんギャル
- 銀BURA天国 (1994年-1995年　テレビ東京）
- Ｗスポット（関西テレビ）
- オ・ト・ナになりたい（名古屋テレビ放送）
- コウジ園(日本テレビ）
- ナイナイナ （1997年-1999年、テレビ朝日）
- ミックスパイください（1990年-1999年、CBC）
- IN THE BUD（瀬戸内海放送）
- グラビアの美少女（MONDO21）
- モナリザの下半身 (MONDO21）
- 超光戦士シャンゼリオン （1996年 テレビ東京)

### 声優
- 変（1997年、東映ビデオ） - 山田あずみ役

### ラジオ
- 桜井亜弓の「マインドスケッチ」（FM熱海湯河原、Ciao! 79.6MHz）
- 桜井亜弓の「マインドスケッチ」（旭川FMりべーる）

上記の2つは同名だが別番組。

### CM
- 東芝 ビデオ
- 富士銀行 （店頭ポスター）
- 中国電力 電化住宅
- 江崎グリコ プルルンパ
- ニベア花王 シャインフローネカラーリングリップ （1991年）
- ハウス食品
- ロッテ
- 郵政省
- NTT （北海道）
- 日本コカ・コーラ （1995年）
- 藤田観光 箱根小涌園
- セブンイレブンジャパン （1995年）
- SPAR （1996年）
- ビゲン香りのヘアカラー(2009年)

### CD

#### シングル
- Happy endしようよ! （1996年11月1日  MOOVe RECORDS）
- まっ白な嘘の約束 （1999年12月18日 マジックアイランドレコード）
- ヘミングウェイの海 （2000年7月19日 マジックアイランドレコード） - 2000 KENWOOD CUP イメージソング
  - この曲はケンウッドのMP3対応カーオーディオ用コンピレーションCD（販促用、非売品）に収録されていたことがあった。

#### アルバム
- Puzzle （1998年 マジックアイランドレコード） - ミニアルバム
- VACATION （1999年 マジックアイランドレコード）

全曲ともとみたゆう子のカバー。

### 写真集
- ひとりで熱波 （ワニマガジン）
- 15秒のシンデレラ （英知出版）- コダックフォトCD写真集、オムニバス
- 10カラット （竹書房） - オムニバス

### イメージビデオ
- ワクワクさせて （日本メディアサプライ）
- ファイナルビューティー （竹書房）

## 雑誌
- 小学二年生（小学館)表紙モデル